# NGC 1823

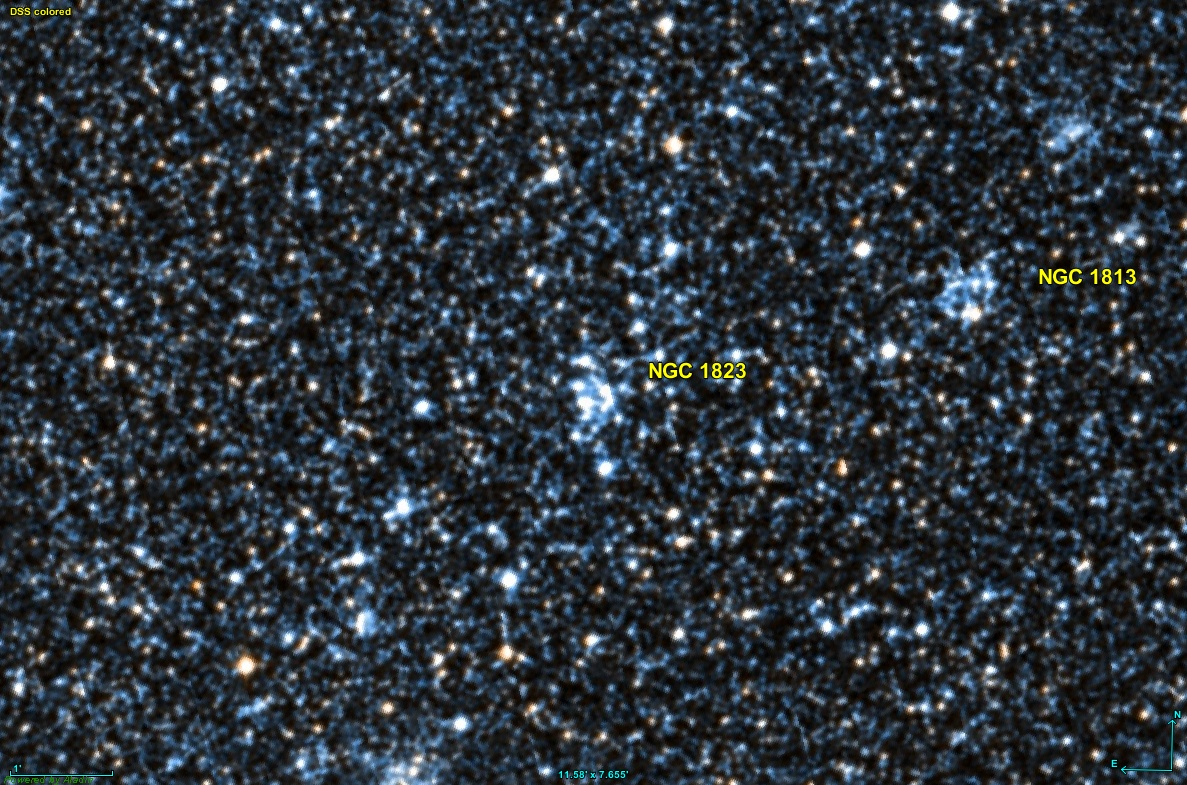
NGC 1823

NGC 1823 是山案座的一個疏散星团。它是1836年11月2日被約翰·赫歇爾发现的。